# Haltepunkt Essen-Überruhr
Essen-Überruhr ist ein Haltepunkt und ehemaliger Bahnhof im Ortsteil Hinsel des Essener Stadtteils Überruhr. Er ist einer von zwei S-Bahn-Haltepunkten in diesem Stadtteil. Der andere heißt Essen-Holthausen in Überruhr-Holthausen.

## Lage und Aufbau
Der Haltepunkt besitzt zwei Seitenbahnsteige. Diese sind über Treppen erreichbar. Von den beiden Seitenbahnsteigen führt ein Brückenbauwerk über die östlich parallel zur Bahnstrecke verlaufenden Langenberger Straße weiter zur Straße Nockwinkel. Diese Brücke war aus statischen Gründen bis zum 24. August 2016 gesperrt und nicht mehr begehbar. Nach dreitägigen Reparaturarbeiten wurde sie wieder freigegeben. Westlich der Eisenbahn befindet sich ein Wasserschutzgebiet und weiter, auf der anderen Seite der Ruhr, der Stadtteil Rellinghausen. Deshalb ist der Bahnhof nicht an Rellinghausen angebunden. Stattdessen wird Rellinghausen über die mehrere 100 Meter südlichere Konrad-Adenauer-Brücke (Marie-Juchacz-Straße) erreicht, die die Ruhr überquert. Die sich dort befindende Bus-Haltestelle heißt Lehmanns Brink.
Im Bereich des Haltepunkts Überruhr ist die Bahnstrecke zweigleisig. Wenige 100 Meter nördlich liegt eine Überleitstelle, ab der die Bahnstrecke eingleisig bis Essen-Steele verläuft.

## Geschichte und Charakter
Der erste Bahnhof Überruhr wurde 1844 als Endpunkt der Bahnstrecke von Wuppertal unter dem Namen Steele gegenüber im Bereich der Straße Drehscheibe eröffnet. Ab 1861 baute die Bergisch-Märkische Eisenbahn-Gesellschaft die Ruhrbrücke Steele und damit die Eisenbahnstrecke weiter bis zum damaligen Bahnhof Königssteele (heute Essen-Steele Ost). Die Bahnstrecke vervollständigte die Prinz-Wilhelm-Eisenbahn-Gesellschaft.
Nachdem die Brücke ab 1863 fertiggestellt worden war, diente der alte Bahnhof Steele gegenüber noch als Streckenleitposten. Als Ersatz für ihn war der neue Bahnhof Überruhr im Bereich der heutigen Langenberger Straße errichtet worden, aus dem der heutige Haltepunkt hervorgeht. 1950 fand die Umbenennung von Überruhr in Essen-Überruhr statt. 1968 wurde das Empfangsgebäude abgerissen. 1978 wurde der Bahnhof umgebaut und ein Jahr darauf zum Haltepunkt umgewidmet. Im Jahr 1978 wurde die neue Verbindungskurve von Überruhr nach Steele errichtet. Damit entfiel das Kopfmachen der Züge in Essen-Steele Ost.
Bis 1998 wurde er im Personenverkehr von der dort verkehrenden Nahverkehrslinie N 9 bedient. Im Jahre 1998 wurde im Zuge der Neusortierung der Zugnummern zwischen Haltern am See und Essen die S 9 und zwischen Essen und Wuppertal die RB 49 eingeführt. Nach durchgehender Elektrifizierung der Strecke zwischen Essen und Wuppertal wurde die RB 49 im Dezember 2003 durch die S-Bahn-Linie S 9 ersetzt, die seitdem durchgehend wieder Haltern und Wuppertal verbindet. 

## Bedienung
Seit 2003 verkehrte die S 9 wochentags im 20-Minuten-Takt zwischen Wuppertal über Essen nach Bottrop sowie einmal pro Stunde weiter nach Haltern am See. 
Seit Dezember 2019 verkehrt die S 9 nur noch halbstündlich. Bedient wird die Strecke Richtung Essen Hbf bis weiter nach Gladbeck West mit den von dort wechselnden Linienästen nach Recklinghausen Hbf und Haltern am See. Halbstündlich wird die Strecke Richtung Wuppertal Hbf mit stündlicher Weiterführung nach Hagen Hbf bedient.
| Linie | Linienverlauf | Takt                                                                       |
| ----- | --- | -------------------------------------------------------------------------- |
| S 9   | Linienweg 1: Haltern am See – Marl-Hamm – Marl Mitte – GE-Hassel – GE-Buer Nord – Linienweg 2: Recklinghausen Hbf – Herten (Westf) – Hauptlinienweg: Gladbeck West – Bottrop-Boy – Bottrop Hbf – E-Dellwig Ost – E-Gerschede – E-Borbeck – E-Borbeck Süd – Essen West – Essen Hbf – E-Steele – E-Überruhr – E-Holthausen – E-Kupferdreh – Velbert-Nierenhof – Velbert-Langenberg – Velbert-Neviges – Velbert-Rosenhügel – Wülfrath-Aprath – W-Vohwinkel – W-Sonnborn – W-Zoologischer Garten – W-Steinbeck – Wuppertal Hbf – W-Unterbarmen – W-Barmen – W-Oberbarmen – W-Langerfeld – Schwelm West – Schwelm – Gevelsberg West – Gevelsberg-Kipp – Gevelsberg Hbf – Gevelsberg-Knapp – HA-Westerbauer – HA-Heubing – HA-Wehringhausen – Hagen Hbf Stand: Fahrplanwechsel Dezember 2023 | 60 min (je Linienast) 30 min (Gladbeck–Wuppertal) 60 min (Wuppertal–Hagen) |

Auf der parallel zur S-Bahn-Strecke verlaufenden Langenberger Straße verkehrt keine Buslinie. Über die Straße Nockwinkel erreicht man den Salierweg. Dort befinden sich die Haltestellen Sonderfeld und Springhoffsfeld. Beide Haltestellen sind über 300 m vom Bahnhof entfernt, somit bestehen Umsteigemöglichkeiten zu diesen Linien der Ruhrbahn:
| Linie | Linienverlauf | Takt (Mo–Fr)        |
| ----- | --- | ------------------- |
| 144   | Leithe Grimbergstraße – Kray Nord Bf – Kray Mitte – Kray Süd Bf – Steele (– Überruhr-Hinsel – Lehmanns Brink – Annental – Rellinghausen – Stadtwaldplatz) (nur morgens und mittags) | 30 min 20 min (HVZ) |
| 177   | Steele – Überruhr-Hinsel – Überruhr-Holthausen – Holthausen Bf – (Heisingen Rote Mühle →) Kupferdreh – Kupferdreh Marienbergstr.                                                    | 20 min              |
| NE4   | Essen Hbf – Frillendorfer Platz – Steele – Überruhr-Hinsel Sonderfeld – Lehmanns Brink (NE6) – Burgaltendorf Burgruine                                                              | 60 min              |